# Králíky
Králíky (in tedesco Grulich) è una città della Repubblica Ceca facente parte del distretto di Ústí nad Orlicí, nella regione di Pardubice.

## Gemellaggi
- Międzylesie